# Munida brucei
Munida brucei är en kräftdjursart som beskrevs av Baba 1974. Munida brucei ingår i släktet Munida och familjen trollhumrar. Inga underarter finns listade i Catalogue of Life.